# Horváth Ádám (operaénekes)
Horváth Ádám  (Miskolc, 1973. március 9. –) magyar operaénekes (basszbariton), zenei producer, a Magyar Állami Operaház szólistája, volt miniszteri biztosa és főigazgatója. A főigazgatói posztot két napig töltötte be.

## Életpályája

### Énekesként
Az érettségi után a Bartók Béla Zeneművészeti Szakközépiskolába (Konzervatórium) járt. Mentora Polgár László volt, aki saját énektanárát, Mircea Breazut ajánlotta énektanulmányainak folytatásához. Az ő javaslatára jelentkezett a Grazi Zeneművészeti Egyetemre, ahol  sikeres felvételt nyert, itt Prof. Ernst Dieter Suttheimer, majd Prof. Claudia Rüggebergg növendéke volt a magánének és opera tanszakon.
1995-ben I. díjat nyert a grazi American International Music Studies (AIMS) Nemzetközi Énekversenyén. 1996-tól a verseny győzelemnek köszönhetően, tanulmányokat folytatott New Yorkban Jerome Hinesnál, majd a Juilliard Schoolban Marshall Williamsonnál. 1997–98-ban énektanulmányokat folytatott a San José-i Egyetem Opera Tanszakán, és fellépett a San José Opera előadásaiban. 2000-től vendégszerepelt Ausztriában, Kínában, Belgiumban, Németországban, Olaszországban, Szlovéniában és az Egyesült Államokban. Olyan világhírű énekesek partnereként énekelt, mint Polgár László, Ferruccio Furlanetto, Rost Andrea, Michaela Kaune, Lukács Gyöngyi, Elena Mosuc, Alexandru Agache és Daniil Shtoda.
Több CD-felvétel közreműködője: Mozart: Don Giovanni (címszerep), Mozart: A varázsfuvola (Papageno), Bartók: A kékszakállú herceg vára (címszerep). Szakcsi Lakatos Béla partnereként a Hungaroton Gong Kiadó gondozásában jelent meg Virágom, virágom című lemeze. A La Mancha lovagja című musicalben címszerepét alakította.  2003-ban a Grazi Zeneművészeti Egyetem Opera szakán Magisterdiplomáját kitüntetéssel vehette át, majd 2008-ban az Ének, dal és oratórium szakon ugyancsak kitüntetéssel végzett. 2009 óta ugyanitt folytatja doktori tanulmányait.
A Magyar Állami Operaházban 2006-tól lépett fel rendszeresen. 2010 őszétől 2011. június 30-ig a Magyar Állami Operaház miniszteri biztosa/főigazgatója, 2012-től az MTVA főtanácsdója.
2013 júliusától 2014 májusáig a Miskolci Szimfonikus Zenekar ügyvezetője, 2013 szeptembertől 2014 februárig pedig a Miskolci Kulturális Központ Nonprofit Kft. ügyvezetője volt.

### Zenei producerként
Az első saját produkciója Bartók Béla A kékszakállú herceg vára című operájának stúdiófelvétele volt, amely 1999-ben készült Sinkovits Imre, Lukin Márta és a Budapesti Filharmóniai Társaság zenekarának közreműködésével. A művet Kovács János vezényelte.  A lemez az első és egyetlen olyan felvétel az operából, amelyen a Bartók által előírt teljes zenekar (színpadi zene is) megszólal és Sinkovits Imre előadásában a regösének is szerepel. A kiadvány könyv alakban jelent meg, amelynek melléklete volt a CD. Magyarországon ez volt az első zenei felvétel, amely könyv formában látott napvilágot.
Szervezésében 2000-ben a diósgyőri várban Mozart Don Giovannijával indul el a Nyári Operafesztiválok sora Miskolcon.   
Ezt követően 2002-ig minden évben folytatta a zenei/opera fesztivál megszervezését, amely 2001-ben immár a 10 naposra bővülő rendezvény a nagy, színházi előadás mellett kisebb koncerteket is magában foglalt. 2001-ben Mitch Leigh–Joe Darion–Dale Wassermann La Mancha lovagja című darabját mutatta be olyan közreműködőkkel, mint Szakcsi Lakatos Béla és Snétberger Ferenc.
A fesztivállal egy időben jelent meg az általa alapított a Vox Artis Kiadó három új CD-je:
- Bonum Vinum címmel a Musica Historica régi zenei együttes első CD-felvétele.
- Lonely Nights címmel egy dallemez, amelyen Horváth Ádám Gershwin-dalokat énekel Szakcsi Lakatos Béla és Vukán György kíséretével.
- A La Mancha lovagja című musical CD-felvétele, amelynek minden példánya három hónap alatt elkelt. [forrás?]

2002-ben harmadszor került megrendezésre a Vox Artis Nyári Opera Fesztivál, amelynek keretében Verdi A trubadúr című operáját mutatják be a New York-i Metropolitan rendezőjének, Yefim Maizelnek színpadra állításában.
2005-ben szervezte meg első budapesti rendezvényét a Művészetek Palotájában: Mozart A varázsfuvola című operáját állítja színre, Polgár László, Elena Mosuc és a Tölzi Fiúkórus közreműködésével.
2006-ban Solti György halálának 10. évfordulóján bemutatta a Művészetek Palotájában Mozart Don Giovanni című operáját Ferruccio Furlanetto és Polgár László közreműködésével.
A MÜPA-ban tartott előadások előtt CD-felvétel is megjelent, a felvételek és az előadások karmestere is Győriványi Ráth György volt.
2006-ban a Magyar Kultúra Napján ismét a Művészetek Palotájában szervezett koncertet, amelyen Dohnányi Ünnepi nyitánya is elhangzott. A ritkán játszott, különleges, három zenekarra írt művet a Budapesti Filharmóniai Társaság zenekara, a Danubia Szimfonikus Zenekar és a Pannon Kamarazenekar játszotta. A hangversenyen közreműködött Dresch Mihály, Szalóki Ági, a beregszászi Illyés Gyula Magyar Nemzeti Színház művészei. A gálaest rendezője Vidnyánszky Attila volt.
2007-ben a Kodály-év tiszteletére a Művészetek Palotájában Kodály Zoltán kórusműveiből szervezett hangversenyt, amelyen a Budapesti Filharmóniai Társaság Zenekara mellett a nyíregyházi Cantemus Kórus lépett föl Szabó Dénes vezényletével.

## Családja
Három gyermek édesapja.

## Főbb szerepei
- Kékszakállú (Bartók Béla: A kékszakállú herceg vára)
- Jeleckij herceg (Csajkovszkij: Pikk Dáma)
- Anyegin (Csajkovszkij: Anyegin)
- Slim (C. Floyd: Egerek és emberek)
- Roucher (Giordano: Andrea Chénier)
- Cervantes (M. Leigh–J. Darion–D. Wassermann: La Mancha lovagja)
- Papageno (Mozart: A varázsfuvola)
- Leporello (Mozart: Don Giovanni)
- Don Giovanni (Mozart: Don Giovanni)
- Figaro (Mozart: Figaro házassága)
- Almaviva gróf (Mozart: Figaro házassága)
- Lindorf, Coppelius, Dappertutto, Miracle (Offenbach: Hoffmann meséi)
- Schaunard, Colline, Marcello (Puccini: Bohémélet)
- Garda Roberto (Ránki György: Pomádé király új ruhája)
- Ephraimit (Schönberg: Mózes és Áron)
- Erster Schäfer (Richard Strauss: Daphne)
- Germont (Verdi: Traviata)
- Ferrando (Verdi: A trubadúr)
- A Hollandi (Wagner: A bolygó Hollandi)
- Walter Fürst (Rossini Guglielmo Tell)
- Wotan (Wagner: A Rajna kincse)
- Wotan (Wagner: A Walkür)
- Wanderer (Wagner: Siegfried)
- Wolfram (Wagner: Tannhäuser)

## Díjai
- AIMS Nemzetközi Énekverseny – I. díj (1995)
- Bartók Béla-díj (2006)